# Collazzone
Collazzone je italská obec v provincii Perugia v oblasti Umbrie.
V roce 2012 zde žilo 3 574 obyvatel.

## Sousední obce
Bettona, Deruta, Fratta Todina, Gualdo Cattaneo, Marsciano, Todi

## Vývoj počtu obyvatel
Zdroj: 